# Provinz Nemuro

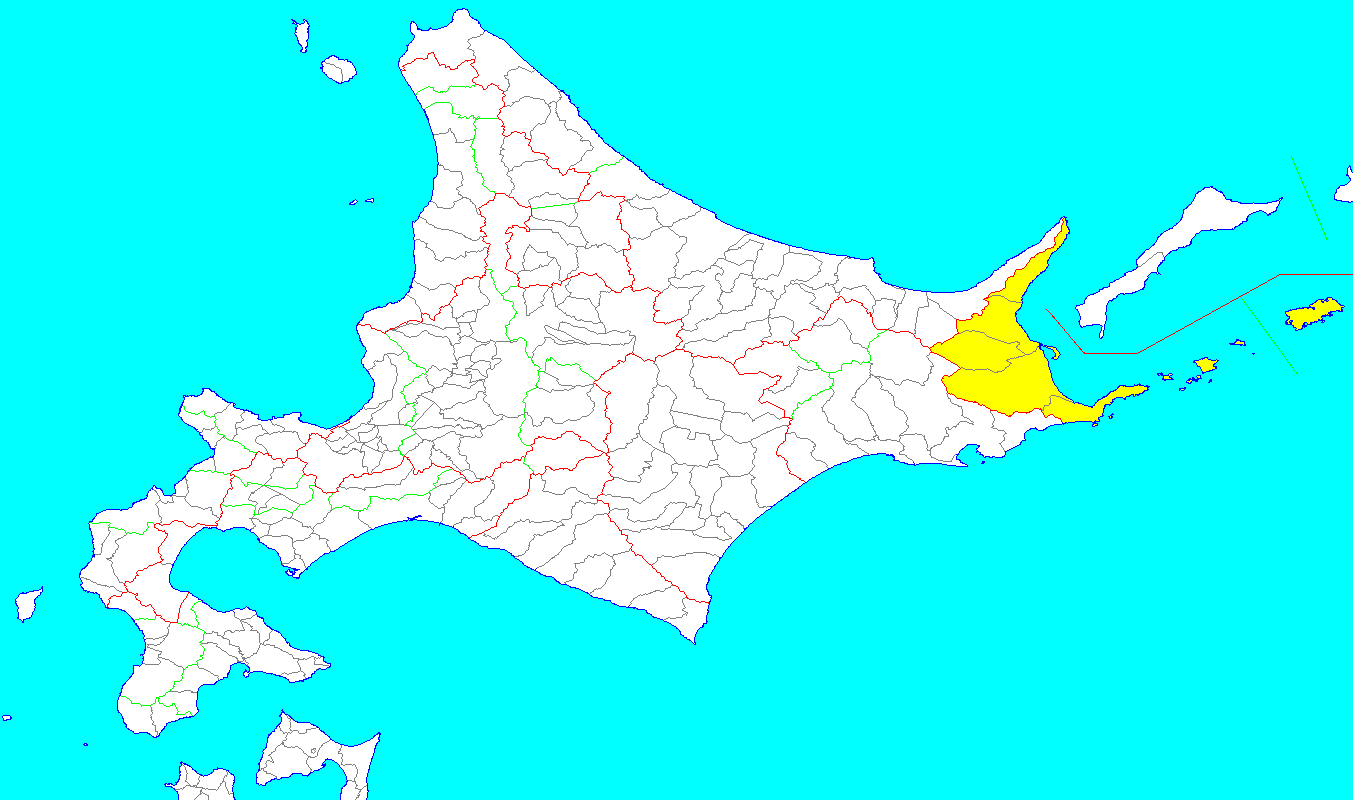
Provinz Nemuro

Nemuro (jap. 根室国, Nemuro no kuni) war eine kurzlebige Provinz Japans auf der Insel Hokkaidō. Ihr Gebiet entspricht der heutigen Unterpräfektur Nemuro.

## Geschichte
Am 15. August 1869 wurde die fünf Landkreise (郡, gun) umfassende Provinz Nemuro gegründet, zusammen mit den anderen Provinzen Hokkaidōs. Die Volkszählung von 1872 ergab 832 Einwohner (Japaner, ohne die einheimischen Ainu). Im Jahr 1882 schaffte die Zentralregierung die Provinzen in Hokkaidō ab, im Januar 1885 schlug sie Shikotan der Provinz Chishima zu.

## Landkreise
Die Provinz Nemuro umfasste folgende Landkreise (gun):
- Hanasaki-gun (花咲郡): Wurde am 1. April 1959 aufgelöst, als das Dorf Habomai an Nemuro angeschlossen wurde. Beinhaltete ursprünglich den Landkreis Shikotan.
- Menashi-gun (目梨郡)
- Nemuro-gun (根室郡): Wurde am 1. August 1957 im Rahmen der Zusammenlegung der Stadt Nemuro und des Dorfes Wada aufgelöst.
- Notsuke-gun (野付郡)
- Shibetsu-gun (標津郡)